# Katolické gymnázium Třebíč
Katolické gymnázium Třebíč je katolické gymnázium, které se nachází na třebíčském Jejkově. Katolické gymnázium navazuje na tradici bývalé jejkovské serafínské školy.

## Historie
V roce 1934 vznikla při klášteře v Třebíči serafínská škola, dnešní Katolické gymnázium. Oficiální název byl: Ústav řádu kapucínského pro výchovu kněžského dorostu řádového. S budováním se začalo v srpnu 1934, svěcení základního kamene se konalo 4. září 1934, do zimy byla hotova hrubá stavba s přívodem vody. Při výstavbě školy byla ubourána severní část starobylého kláštera, s kterým byla škola propojena. Tato část stavby měla kapacitu 70–80 studentů. Stavba byla dokončena a vybavena v první polovině roku 1935, vysvěcena a otevřena byla 21. července 1935. Byl to velký úspěch řádu (kapucínů) a uspořádání slavnosti se zúčastnilo velké množství našich i zahraničních církevních osobností. Vzhledem k této realizaci stavby bylo v roce 1934 přijato jen pět chlapců, které vychovával je P. Jan Bubeník. Chlapci bydleli v budově kláštera, studovali zde, ale na konci každého pololetí skládali zkoušky na některém veřejném gymnáziu. V roce 1938 již zde studovalo 40 chlapců. V roce 1939 došlo ke spojení pražské a třebíčské serafínské školy. V roce 1941 byla budova zabrána a sloužila potřebám očního a ušního oddělení okresní nemocnice; nemocnice školu opustila až v srpnu 1947. Ve školním roce 1947/48 bylo v této serafínské škole opět zapsáno 32 žáků. V rámci Akce K v noci z 27. na 28. dubna 1950, byl třebíčský kapucínský klášter přepaden, všichni studenti serafínské školy byli z kláštera nemilosrdně vyhnáni a kapucíni internováni.
O katolickém gymnáziu se začalo poprvé hovořit v září 1991. Za podpory JUDr. Ing. Jiřího Karase, pana učitele Josefa Bočka a s pomocí třebíčského faráře P. Pavla Dokládala byla škola zřízena listinou dne 1. července 1992 a zaregistrována Ministerstvem školství dne 1. září 1992. Svou činnost gymnázium zahájilo ve školním roce 1993/1994 v budově podklášterské školy. Do prvních dvou tříd nastoupilo 49 žáků z Třebíče a okolí. Povinnou výuku předmětu „křesťanství a život“ (náboženství) vedl P. František Puchnar. Vzdělávání v osmiletém oboru gymnázium nabídlo později; jeho otevření vedení školy vázalo až na dobu po přemístění do historických prostor v bývalém klášteře.
Škola se nastěhovala do budovy bývalého kapucínského kláštera a bývalé serafínské školy roku 1999. První pedagogický sbor: P. František Puchnar, Ing. Miriam Dufková, Mgr. Marie Velebová, Mgr. Eva Hortová, Mgr. Jiří Novotný, Mgr. Pavel Novák. Pomáhali zde také PhDr. Stanislav Pacner a MUDr. Karel Tomek. První ředitelkou byla Mgr. Marie Velebová. Pak přišla Mgr. Eva Hortová a Ing. Miriam Dufková. Ostatní pedagogové vyučovali jako externisté: Mgr. Jiří Novotný, Mgr. Pavel Novák, PhDr. František Malý, Ing. Hana Puková, Ing. Milada Vedralová, RNDr. Zdeněk Tůma, Leoš Kratochvíl, P. František Puchnar a P. Pavel Dokládal. O hospodářství školy se staral pan František Krul a o dva roky později i paní Jarmila Kružíková.

## Současnost
Škola sídlí v budově bývalého kapucínského kláštera. Ve škole je 12 tříd a díky novému areálu navíc počítačová učebna, specializované učebny fyziky, chemie, biologie, zeměpisu. U školy je také domeček, kde Halahoj (školní klub) koná různé akce, např. tábory, přespání v domečku. Ve škole je také knihovna a bufet. Škola má vlastní kapli a aulu, ve které se koná mnoho školních představení, nebo třebíčská nokturna a jejich předávání. V kostele na Jejkově se jedno ráno v týdnu koná mše svatá se spirituálem školy. Udržela se také tradice duchovních obnov se spirituálem. Zřizovatelem školy je biskupství brněnské.
V prostorách školy byla postavena nová přístavba pro výuku jazyků a přírodovědných předmětů, investorovi se povedlo získat dotaci z evropských fondů na stavbu, jejíž cena dosáhla necelých 90 milionů Kč, z nichž z dotace pochází 95 % tj. 79,7 milionu Kč. Stavba začala v září 2017, dokončena byla v březnu 2019. Škola v rámci dotace musela začít spolupracovat s dalšími školami a externími společnostmi. Spolupracuje tak se Základní školou Na Kopcích či se školami z Jaroměřic nad Rokytnou či Okříšek. Dne 22. března novostavbě budovy požehnal pomocný biskup Pavel Konzbul. Stavba byla postavena ze skla, kamene a dřeva. První dvě patra slouží výuce přírodovědných předmětů, výše pak jsou učebny jazyků. Přístavba je oceňována a je brána jako vizuálně čistá a přehledná.
Ke dni 6. října 2015 došlo k otevření naučné stezky a bylinkové zahrady v areálu gymnázia. Její součástí je celkem 50 druhů rostlin. Studenti mají k dispozici pracovní listy k naučné stezce a ta se tak stala součástí výuky. Součástí stezky je i posezení s lavičkami a kompostery. V říjnu 2017 byla otevřena naučná stezka s 15 informačními panely s tematikou hornin a minerálů, její název je Horniny a minerály Třebíče a okolí.
V prosinci 2019 zvítězila škola v krajském kole ankety Gympl roku. Toto hlasování je průzkumem mezi studenty a absolventy gymnázií v České republice zaměřené na to, jak se jim na jejich gymnáziu studuje nebo studovalo.

## Absolventi
- Jitka Boho (zpěvačka, modelka)[2]
- Barbora Bočková (herečka, fyzioterapeutka)[2]